# Antônio de Barros Terra
Antônio de Barros Terra (Rio de Janeiro, 19 de fevereiro de 1878 – Rio de Janeiro, 3 de setembro de 1961) foi um farmacêutico e médico brasileiro.
Foi eleito membro da Academia Nacional de Medicina em 1928.